# Ficus aculeata
Ficus aculeata là một loài thực vật có hoa trong họ Moraceae. Loài này được A.Cunn. ex Miq. mô tả khoa học đầu tiên năm 1848.